# Espécie (doce)
Espécie é um doce tradicional da ilha de São Jorge, Açores, feito à base de pão torrado, massa-tenra, erva-doce e especiarias. O nome parece derivar de speculaas, um doce de especiarias de origem flamenga, com cujo sabor apresenta semelhança.